# Monumento a Henry Wadsworth Longfellow
El Monumento a Henry Wadsworth Longfellow es un monumento público en Portland, en el estado de Maine (Estados Unidos). Ubicado en la esquina de las calles State y Congress, rinde homenaje al poeta Henry Wadsworth Longfellow, quien nació en Portland en 1807. La intersección construida alrededor del monumento se conoce como Plaza Longfellow.

## Descripción
El Monumento a Henry Wadsworth Longellow ocupa una plaza triangular formada en la esquina sureste de las calles Congress y State en el centro de Portland. El lado sureste de la plaza está ocupado por One Longfellow Square. El monumento consiste en una estatua de bronce de Longfellow, como se ve al final de su vida, en una posición sentada, que está montada sobre un pedestal de granito. El pedestal mide unos 3 m de altura, y tiene tablillas talladas en dos caras, decoradas con festones y guirnaldas que enmarcan el nombre "LONGFELLOW". Sobre estos hay una franja de friso de anthemion y vides, con una cornisa encima. La estatua de bronce mide unos 2,1 m de altura, con Longfellow sentado en una silla cuyos brazos terminan en cabezas de león, y una pila de libros debajo. Longfellow usa un abrigo y una capa sobre su regazo y un hombro. Una mano sostiene un manuscrito, mientras que la otra está apoyada en el respaldo de la silla, mientras Longfellow mira a los transeúntes.

## Historia
Franklin Simmons comenzó el diseño y construcción del monumento en 1885, tres años después de la muerte del poeta, con un pedestal diseñado por Francis H. Fassett . El monumento fue inaugurado el 29 de septiembre de 1888. El monumento se considera uno de los principales encargos de Simmons. El monumento se agregó al Registro Nacional de Lugares Históricos en abril de 1990.

## Galería

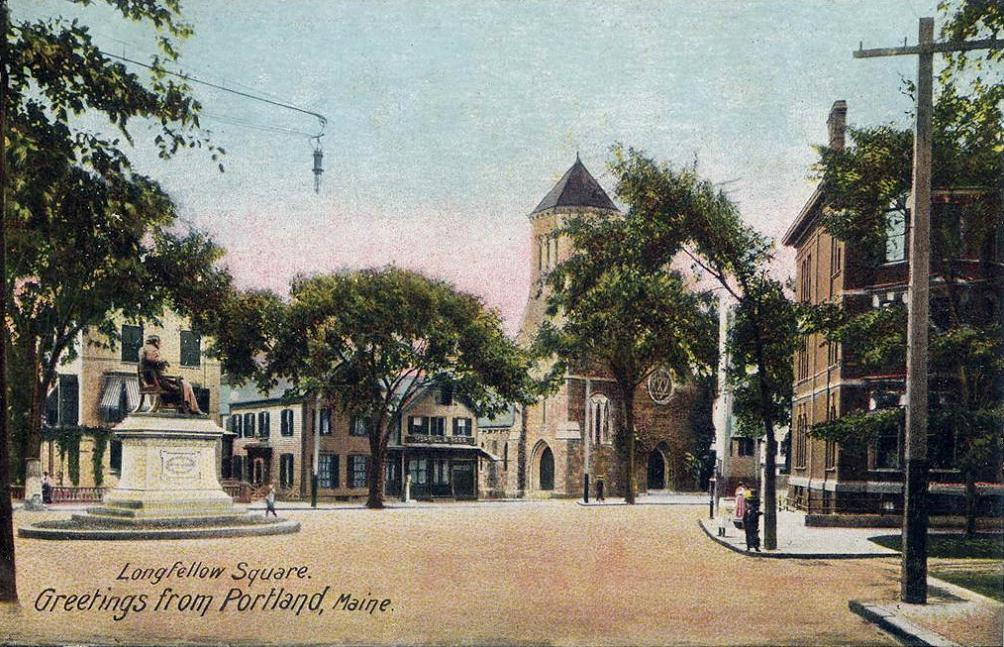
La plaza en una postal de 1906
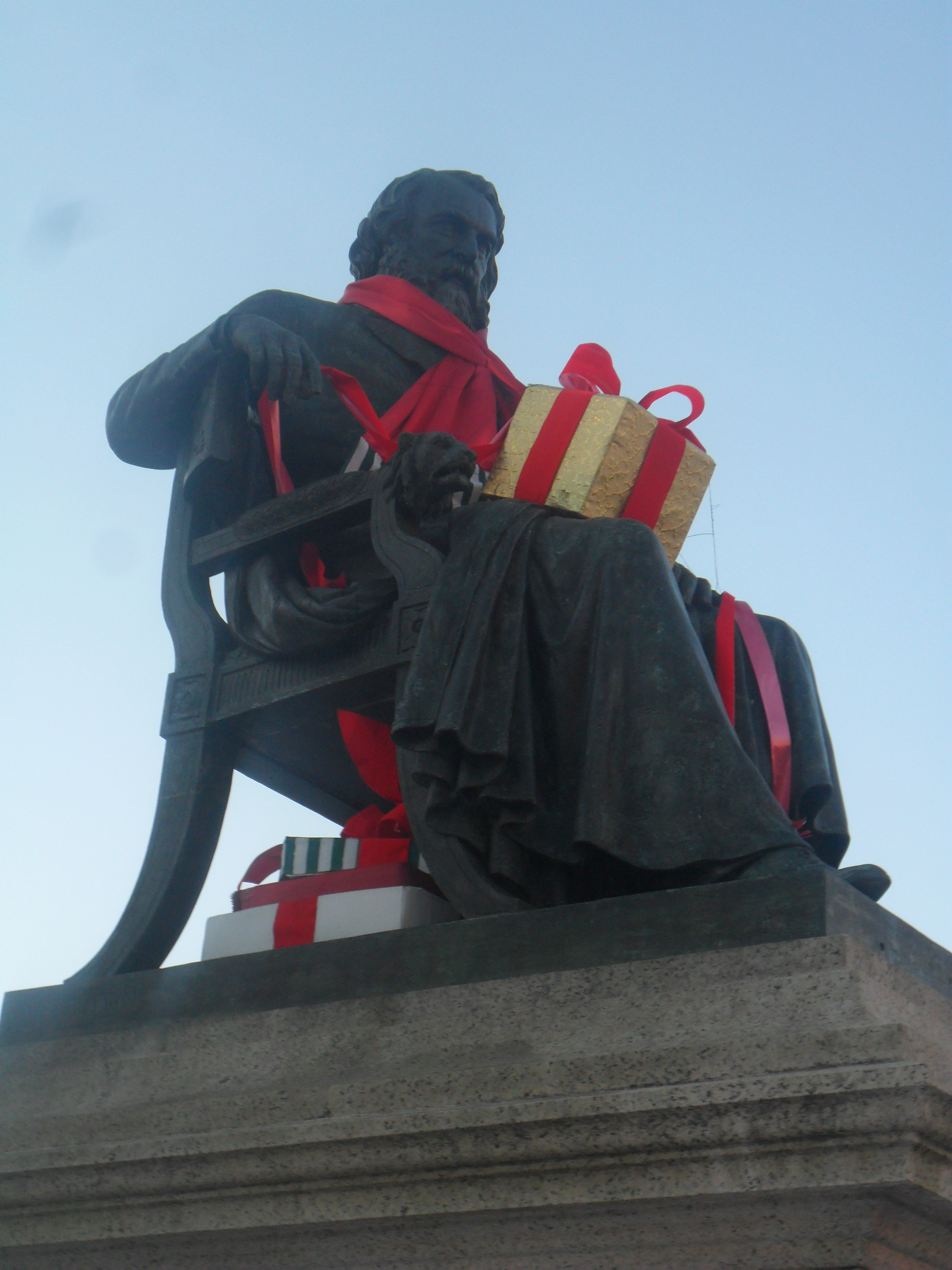
El Monumento en diciembre de 2010
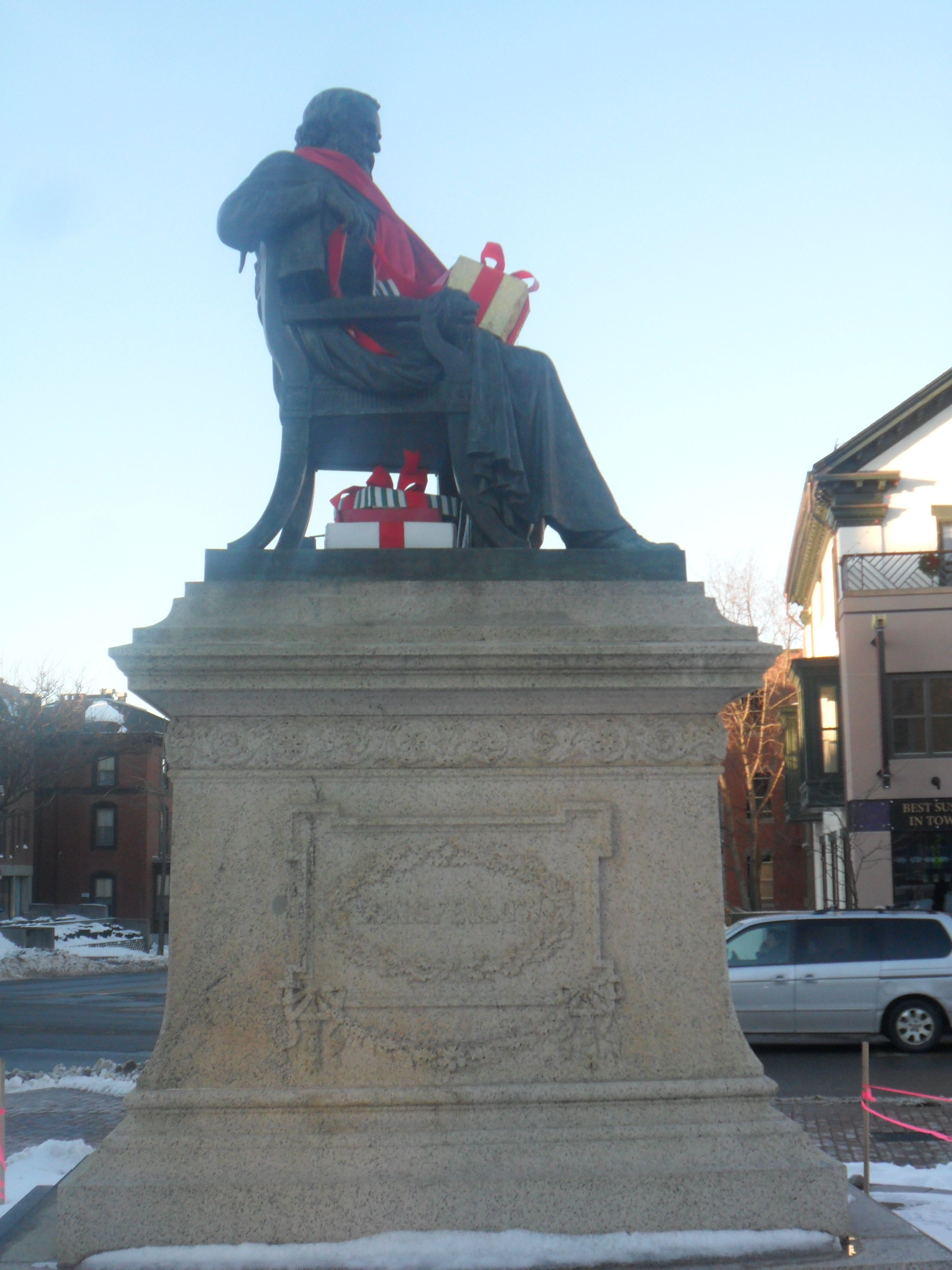
El Monumento en diciembre de 2010
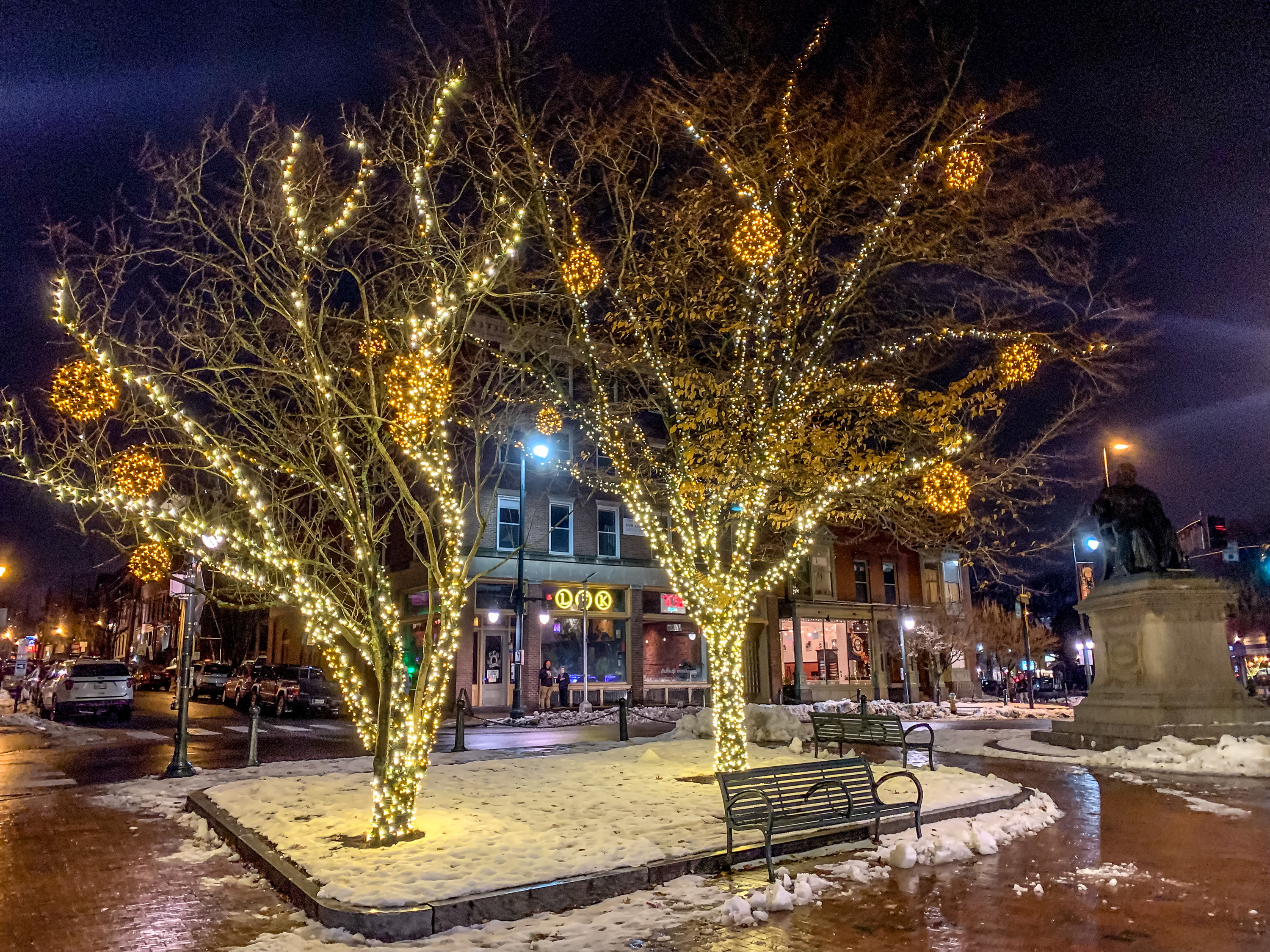
La plaza en la Navidad de 2018. El Monumento está a la derecha